# Йоганн Баптист Георг Вольфганг Фрезеніус
Йоганн Баптист Георг Вольфганг Фрезеніус (нім. Johann Baptist Georg Wolfgang Fresenius або нім. Johann Baptist George Wolfgang Fresenius, або нім. Georg Fresenius, 25 вересня 1808 — 1 грудня 1866) — німецький ботанік, професор ботаніки, міколог та лікар.

## Біографія
Йоганн Баптист Георг Вольфганг Фрезеніус народився у місті Франкфурт-на-Майні 25 вересня 1808 року.
З 1826 року Фрезеніус вивчав медицину у Хайдельберзі, Вюрцбургу та Гіссені.
Він став практикуючим лікарем у своєму рідному місті та з успіхом працював у цій професії до кінця свого життя. Однак головним предметом його наукових прагнень була ботаніка.
Фрезеніус був професором ботаніки у Франкфурті.
Йоганн Баптист Георг Вольфганг Фрезеніус помер у місті Франкфурт-на-Майні 1 грудня 1866 року.

## Наукова діяльність
Йоганн Баптист Георг Вольфганг Фрезеніус спеціалізувався на водоростях, насіннєвих рослинах та на мікології.

## Публікації
- Beiträge zur Mykologie. Georg Fresenius. — Frankfurt a. M.: Brönner, 1850–1863[5].
- Zur Controverse über die Verwandlung von Infusorien in Algen. Georg Fresenius. — Frankfurt a.M.: Zimmer, 1847[5].
- Flora brasiliensis / Vol. VIII,, Fasc. XIX / Cordiaceae, Heliotropieae et Borragineae. Georg Fresenius. — 1857[5].
- Taschenbuch zum Gebrauche auf botanischen Excursionen in der Umgegend von Frankfurt a. M.: enthaltend eine Aufzählung der wildwachsenden Phanerogamen; mit Erl. und kritischen Bemerkungen im Anhange. Georg Fresenius. — Frankfurt a. M.: Brönner, 1832[5].
- Taschenbuch zum Gebrauche …; Abth. 1. Georg Fresenius. — 1832[5].
- Taschenbuch zum Gebrauche …; Abth. 2. Georg Fresenius. — 1833[5].
- Ueber einige Diatomeen: Mit 1 Tafel. Georg Fresenius. — (Franckfurt a. M.), (1862–1863)[5].
- Ueber die Pilzgattung Entomophthora. Georg Fresenius. — (Franckfurt a. M.), (1856–1858)[5].
- Ueber die Algengattungen Pandorina, Gonium u. Rhaphidium. Georg Fresenius. — (Franckfurt a. M.), (1856–1858)[5].

## Почесті
Рід рослин Fresenia DC. був названий на його честь.